# ヴィレッジ・ヴァンガード・ライブ・セッションズ3
『ヴィレッジ・ヴァンガード・ライブ・セッションズ3』（Village Vanguard Live Sessions 3）は、サド・ジョーンズ / メル・ルイス・ジャズ・オーケストラのアルバムである。

## 収録曲
1. ゲッティン・サッシー（ドント・ゲット・サッシー） - "Gettin' Sassy (Don't Get Sassy)" - 8分40秒
2. リトル・ピクシー - "Little Pixie" - 10分35秒
3. ザ・セカンド・レース - "The Second Race" - 14分45秒
4. ウィロー・ツリー - "Willow Tree" - 5分0秒
5. エイ＝ザッツ・フリーダム - "A- That's Freedom" - 9分23秒
6. クワイエチュード - "Quietude" - 5分0秒
7. バッカ・フィーリン（バッカフィレン） - "Baca Feelin (Bachafillen)" - 8分50秒

## 演奏メンバー
- サド・ジョーンズ - フリューゲルホルン
- スヌーキー・ヤング (Snooky Young) - トランペット
- ジミー・ノッティンガム (Jimmy Nottingham) - トランペット
- リチャード・ウィリアムズ (Richard Williams) - トランペット
- ボブ・ブルックマイヤー (Bob Brookmeyer) - トロンボーン
- ガーネット・ブラウン (Garnett Brown) - トロンボーン
- トム・マッキントッシュ (Tom McIntosh) - トロンボーン
- クリフ・ヘザー (Cliff Heather) - トロンボーン
- ジェローム・リチャードソン (Jerome Richardson) - アルトサックス
- ジェリー・ダジォン (Jerry Dodgion) - アルトサックス
- エディ・ダニエルズ (Eddie Daniels) - テナーサックス
- ジョー・ファレル (Joe Farrell) - テナーサックス
- ペッパー・アダムス (Pepper Adams) - バリトンサックス
- ローランド・ハナ (Roland Hanna) - ピアノ
- リチャード・デイヴィス (Richard Davis) - ベース
- メル・ルイス - ドラム